# Łabinsk
Łabinsk (ros. Лабинск) – miasto w Rosji, w Kraju Krasnodarskim, centrum administracyjne rejonu łabinskiego, położone nad Łabą.
Miasto położone na prawym brzegu rzeki Łaby (dopływ Kubania), 180 km od Krasnodaru. Znajduje się tu stacja kolejowa Łabinskaja na trasie do Kurganińska.
Osada założona w 1841 przez kozaków dońskich początkowo jako stanica Łabinskaja. Od 1947 miasto Łabinsk.